# Ewa Mielnicka
Ewa Bożena Mielnicka-Cekała (ur. 13 marca 1992 w Ostrołęce) – polska modelka, Miss Polski 2014, organizatorka konkursów piękności Miss Mazowsza i Miss Warszawy.

## Życiorys
Pochodzi z miejscowości Baba w Łysych, jest córką Jana i Teresy z domu Kania. Ukończyła szkołę podstawową w Łysych oraz I Liceum Ogólnokształcące im. gen. J. Bema w Ostrołęce. Studiowała dziennikarstwo.
Była rzeczniczką prasową (PR Manager) i ambasadorką firmy JBB Bałdyga w Łysych.
Zdobyła koronę Miss Polski 2014. W konkursie reprezentowała województwo mazowieckie. Reprezentowała Polskę w konkursie Miss International Beauty Pageant 2015 w Tokio. Wystąpiła m.in. w stroju kurpiowskim. W 2016 brała udział w konkursie Miss Supranational. Znalazła się w TOP10 konkursu.
Od dzieciństwa jest związana z kulturą kurpiowską. Aktywnie promuje region i kulturę Puszczy Zielonej, za co w 2015 została uhonorowana Kurpikiem, Nagrodą Prezesa Związku Kurpiów w kategorii „Promowanie regionu”. W lipcu 2016 włączyła się w organizację Zlotu Młodzieży Kurpiowskiej w Wykrocie w ramach XXXI Światowych Dni Młodzieży w Krakowie.
Angażowała się w akcje charytatywne. W 2015 była ambasadorką Fundacji „Kwiat Kobiecości” walczącej z rakiem jajników. Uczestniczyła w finale WOŚP w Warszawie i Londynie. Brała udział w VII Kongresie Kobiet Polskich (2015). Patronowała konkursowi „Kobieta Przedsiębiorcza” organizowanemu przez „Tygodnik Ostrołęcki”.
W 2015 dla polskiej marki obuwniczej Nessi zaprojektowała linię butów „Nessi by Ewa Mielnicka”. Była jej ambasadorką.
W 2016 została główną organizatorką konkursów Miss Mazowsza 2016 i Miss Warszawy 2016.
2 czerwca 2018 w kościele w Lipnikach poślubiła Łukasza Cekałę, również Kurpia. Suknię ślubną z ręcznie malowanym haftem kurpiowskim wykonała Patrycja Kujawa. 17 czerwca 2018 małżonkowie wystąpili jako para młoda podczas Wesela Kurpiowskiego w Kadzidle.
Regularnie pojawia się w „Pytaniu na śniadanie” w TVP2. Jest współwłaścicielką trzech sklepów mięsnych w Warszawie oraz ambasadorką Kliniki Medycyny Estetycznej dr Zielińskiej w Ostrołęce.